# Leiomitra mastigophoroides
Leiomitra mastigophoroides là một loài rêu trong họ Trichocoleaceae. Loài này được R.M. Schust. mô tả khoa học đầu tiên năm 1980.